# Клещёв, Алексей Ефимович

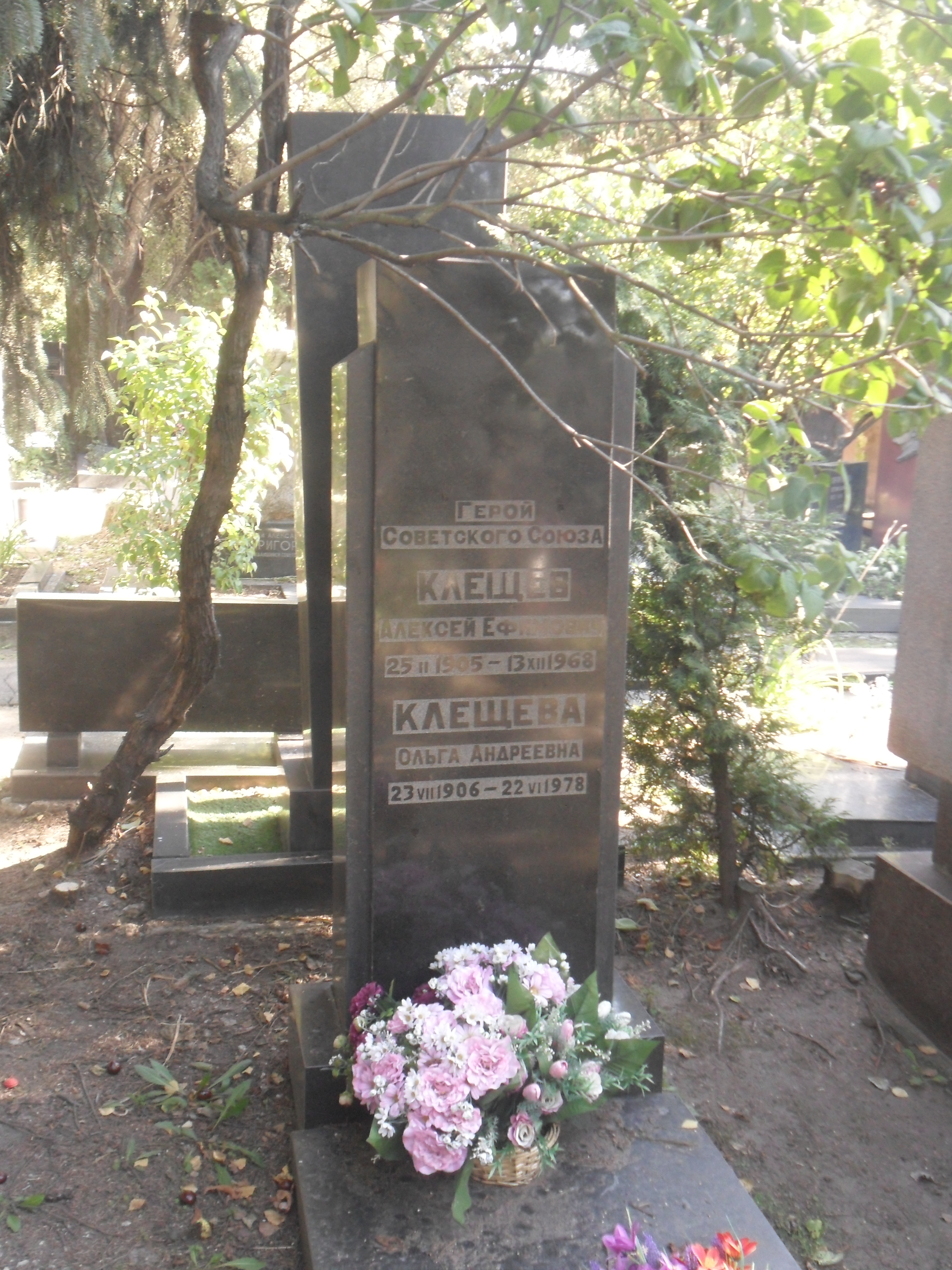
Могила Клещёва на Новодевичьем кладбище Москвы.

Алексе́й Ефи́мович Клещёв (бел. Аляксей Яўхімавіч Кляшчоў; 12 [25] февраля 1905, д. Михновичи, Минская губерния, Российская империя — 13 декабря 1968, Москва, СССР) — советский участник партизанского движения в Белоруссии, командир Пинского партизанского соединения, секретарь Пинского подпольного обкома КП(б)Б, генерал-майор; советский партийный и государственный деятель, Герой Советского Союза (1944).

## Биография
Родился в Михновичах (ныне Калинковичский район, Гомельская область, Республика Беларусь) в крестьянской семье. По национальности — белорус. С 1928 года член ВКП(б), а потом и КПСС. В 1924—1927 годах он работал в должности председателя сельсовета.
В 1927—1929 годах служил в Красной Армии. В 1930—1939 годах он работал на должности директора Шкловской, Дриссенской и Меховской МТС в Белорусской ССР. С сентября 1939 года Алексей начальник земельного отдела Пинской области Белоруссии.
С июля 1941 года — участник Великой Отечественной войны. Алексей был в составе Пинского областного подпольного партийного центра, создавал подпольные партийные ячейки на оккупированной территории, проводил организаторскую работу по оказанию сопротивления немецким захватчикам.
С сентября 1942 года — уполномоченный ЦК КП(б) Беларуси по Пинской области, а с 1943 года — секретарь Пинского подпольного обкома партии.
Постановлением Совета Народных Комиссаров СССР от 16 сентября 1943 года № 1000 Алексею Ефимовичу Клещёву присвоено воинское звание «генерал-майор».
С 27 апреля по 10 октября 1943 года на должности командира Пинского партизанского соединения, которое вело активные боевые действия против немецких частей. Партизаны соединения наносили удары по немецким гарнизонам, проводили диверсии на немецких коммуникациях, уничтожали немецкую технику.
Указом Президиума Верховного Совета СССР «О присвоении звания Героя Советского Союза белорусским партизанам» от 1 января 1944 года за «образцовое выполнение правительственных заданий в борьбе против немецко-фашистских захватчиков в тылу противника и проявленные при этом отвагу и геройство и за особые заслуги в развитии партизанского движения в Белоруссии» генерал-майору Клещёву Алексею Ефимовичу присвоено звание Героя Советского Союза с вручением ордена Ленина и медали «Золотая Звезда» (№ 2211).
С 1944 года на должности первого секретаря Пинского, а в 1946—1948 годах и Полоцкого областных комитетов КП Беларуси. В 1948—1953 годах он председатель Совета Министров Белорусской ССР. В 1955—1960 годах — первый секретарь Кокчетавского обкома КП Казахстана.
Избирался депутатом Верховного Совета СССР 2-го, 3-го и 5-го созывов. На 20-м съезде КП(б) Беларуси он избирался членом ЦК и был членом Бюро ЦК КП(б) Беларуси (1948—1953).
С 1961 года на пенсии.
После выхода на пенсию Алексей жил в Москве. Был похоронен в Москве на Новодевичьем кладбище на участке 7.

## Награды и звания
Награждён тремя орденами Ленина, орденами Красного Знамени, Отечественной войны 1-й степени и различными медалями

## Память
- В честь Клещёва назван Пинский аграрно-технический колледж[1].
- Улица Клещёва в Пинске.
- Улица в Полоцке названа в честь Клещёва[1].
- На здании Райсельхозтехники в городе Шклове, где он работал, установлена мемориальная доска[1].